# Ludwig Hartenfels
Ludwig Hartenfels (* 17. Juni 1894 in Kreuznach; † 6. April 1955 in Hamburg) war ein deutscher Politiker der FDP.
Hartenfels, Werbefachmann von Beruf, gehörte nach dem Zweiten Weltkrieg 1945 zu den Mitbegründern der Partei Freier Demokraten  aus der später der Hamburger Landesverband der FDP wurde. Am 27. Juli 1946 wurde er in den Landesvorstand der Hamburger Liberalen gewählt. Zudem gehörte er auch dem Vorstand der FDP in der britischen Besatzungszone an, aus dem er 1947 ausschied. Bei der Bürgerschaftswahl 1946 kandidierte er im Wahlkreis Fuhlsbüttel-Langenhorn-Ohlsdorf, konnte aber keines der vier dort zu vergebenden Mandate erringen. Hartenfels gehörte dem Hamburger Senat unter Max Brauer seit dem 15. November 1946 an und wurde als Präses in die Kulturbehörde entsandt. Er trat am 1. November 1949 kurz nach der Bürgerschaftswahl, bei der die FDP gemeinsam mit CDU und DKP als Vaterstädtischer Bund Hamburg antrat, von seinem Amt zurück. Bei der Bürgerschaftswahl 1949 kandidierte er nicht auf der Landesliste, sondern lediglich im Wahlkreis Wellingsbüttel, den er jedoch trotz des Wahlbündnisses nicht gewinnen konnte.
Im September 1950 trat Hartenfels wegen des Rechtskurses der FDP in Hessen und Nordrhein-Westfalen aus der Partei aus. Nachdem die FDP Hamburg auf der Sitzung ihres Landesausschusses am 20. Januar 1951 diesem Rechtskurs klar den Kampf angesagt hatte, trat er zwei Tage später wieder in die FDP ein und begründete dies mit dem Ziel, „den freiheitlichen Kurs zu stärken“. Von 1953 bis 1955 war Hartenfels deutscher Konsul in Glasgow.